# 米格達勒埃梅克夏普爾足球會
米格達勒埃梅克夏普爾足球會(Hapoel Migdal HaEmek) (希伯來語：‎)是一支位於以色列米格達勒埃梅克的職業足球會，目前於以色列足球乙級聯賽 北區角逐。

## 外部連結
- Hapoel Migdal HaEmek Israel Football Association （希伯来文）